# Acquanegra sul Chiese
Acquanegra sul Chiese es una comuna de 2.936 habitantes de la provincia de Mantua.

## Administración
- Alcalde: Adriano Cantarelli.
- Fecha de asunción: 8 de julio de 2009.
- Partido: Lista cívica.
- Teléfono de la comuna: 0376-79101
- Email: comacq@tin.it

## Demografía
| Gráfica de evolución demográfica de Acquanegra sul Chiese entre 1861 y 2001 |
|                                                                             |
| Fuente ISTAT - Gráfica elaborada por Wikipedia                              |